# Friedrich Samuel Bock

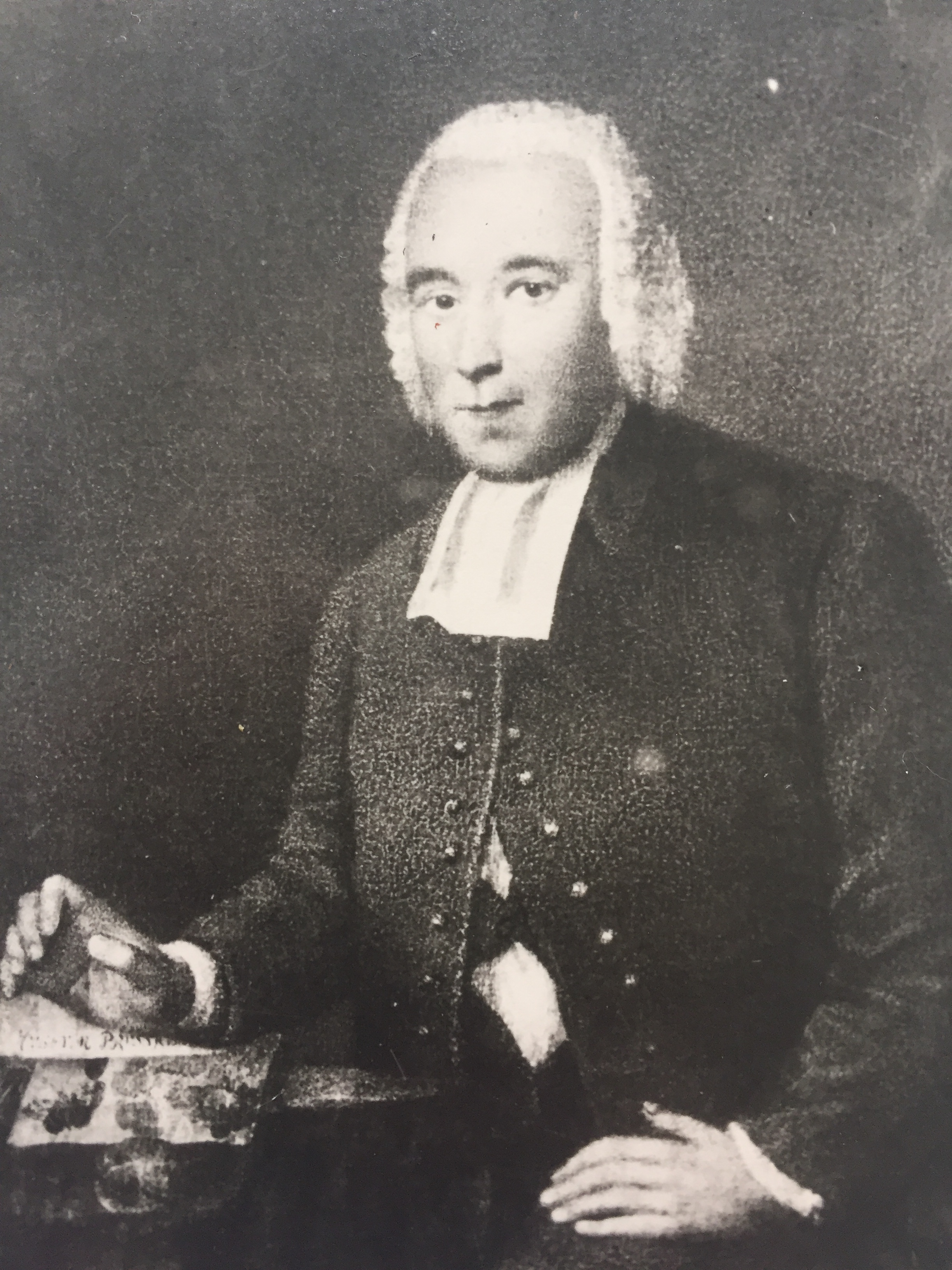
Friedrich Samuel Bock

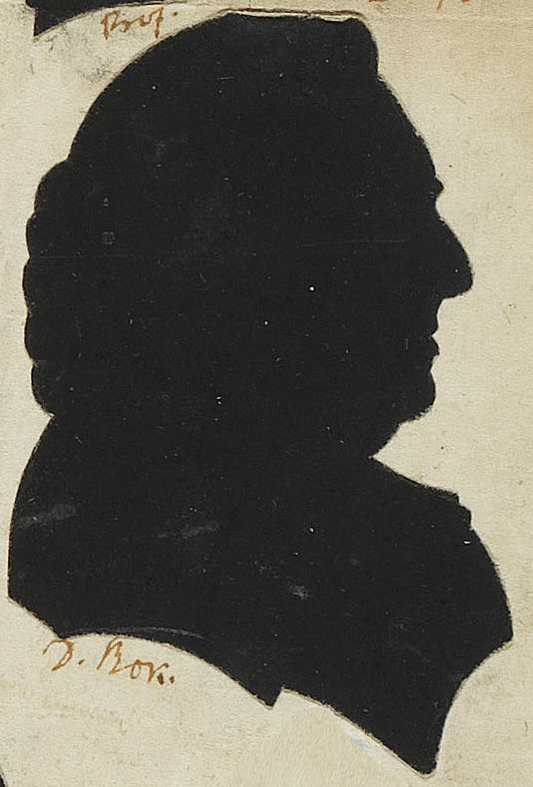
Friedrich Samuel Bock(Scherenschnitt)

Friedrich Samuel Bock (* 20. Mai 1716 in Königsberg; † 30. September 1785 ebenda) war ein deutscher evangelischer Theologe, Historiker, Bibliothekar und Schriftsteller.

## Leben
Friedrich Samuel Bock war ein Sohn des Königsberger Stadtchirurgen Georg Bock († 1729) und dessen Ehefrau Barbara Ditter. Der Dichter und Mundartforscher Johann Georg Bock war sein Bruder.
Bock studierte in seiner Heimatstadt und in Halle. Danach war er kurzzeitig Hauslehrer. Im Jahr 1743 erlangte Bock den Magister-Titel. Fünf Jahre später wurde er in seiner Heimat Feldprediger. Konsistorialrat wurde er im Jahr 1753; den Doktortitel sowie den ordentlichen Professor-Titel der Theologie bekam Friedrich Bock 1754. In den Jahren 1753 bis 1779 war er Universitätsbibliothekar. Die Biografie des Herzogs Albrecht von Preußen wurde von ihm verfasst. 1776 legte Bock alle Ämter nieder, um sich der Schriftstellerei zu widmen. 
Ferner verwaltete und untersuchte er die umfangreiche Bernsteinsammlung des Königsberger Kommerzienrats Friedrich Franz Saturgus. Dabei fand er als einer der ersten Naturforscher im deutschsprachigen Raum zu der bereits in der Antike gewonnenen, im Mittelalter aber verworfenen Erkenntnis zurück, dass Bernstein versteinertes Baumharz ist.

## Schriften
- Der göttliche Triumph bei der Geburt Jesu. 1743.
- Das redende Blut Jesu. 1743.
- Zuverläßige und unpartheyische Nachrichten den jetzigen Krieg in Preussen betreffend. In einigen Schreiben eines Krämers an einen Kaufmann in Nürnberg. Regensburg 1858 (Google Books).
- Preußische Kirchenregistratur. 1769.
- Versuch einer kurzen Naturgeschichte des Preußischen Bernsteins und einer neuen wahrscheinlichen Erklärung seines Ursprungs. Königsberg 1767 (Google Books).
- Versuch einer vollständigen Natur- und Handlungsgeschichte der Heringe, zum Nutzen und Vergnügen. Königsberg  1769 (Google Books).
- Lehrbuch für die neueste Polemik 1782.
- Versuch einer wirthschaftlichen Naturgeschichte von dem Königreich Ost- und Westpreußen.
  - Band 1: Allgemeine geographische, anthropologische, meteorologische und historische Abhandlungen. Dessau 1782 (Google Books).
  - Band 2: Das unterirdische Preußen, oder das Fossilienreich dieses Landes. Dessau 1783 (Google Books).
  - Band 4: Inländische Säugethiere, Vögel, Amphibien und Fische. Dessau 1784 (Google Books).
  - Band 5: Ergänzungen zu den ersten vier Bänden und ein vollständiges Register über das gesamte Werk. Dessau 1785.